# Berúthiel
Berúthiel es un personaje ficticio perteneciente al legendarium del escritor británico J. R. R. Tolkien, su historia aparece en un esbozo publicado en los Cuentos Inconclusos de Númenor y la Tierra Media. Es una Numenoreana negra, de progenitores desconocidos. Su nombre está escrito en Sindarin, lo cual puede significar Reina molesta o Reina enojada ya que Ber (reina, esposa) + rúth (ira) + iel (sufijo femenino). Dado que los Númenóreanos Negros no utilizaban las lenguas élficas, probablemente este nombre fue colocado por los gondorianos y por lo tanto no es su nombre real.

## Historia
Berúthiel era una descendiente de los númenóreanos negros que sobrevivieron al hundimiento de la isla. La mayoría de ellos vivían en Umbar y otras colonias al sur de Gondor, es de suponer que Berúthiel nació en una de estas zonas del sur. Se desconoce su fecha de nacimiento y muerte ya que los registros acerca de ella fueron eliminados de Gondor.
Era la esposa del rey Tarannon Falastur, decimosegundo rey de Gondor, el primero del linaje de los Reyes de los Barcos. No se sabe la razón por la que Falastur contrajo nupcias con Berúthiel, ya que históricamente los Dúnedain de Gondor y los Númenóreanos Negros eran enemigos desde mucho antes de la caída de Númenor, aun así el rey convivió con ella primeramente en su casa de Pelargir, junto al mar. Sin embargo, Berúthiel odiaba a Pelargir ya que detestaba el olor del mar, a los peces y a las gaviotas, razón por la cual se muda a la Casa del Rey en Osgiliath, decorando el patio con esculturas extrañas e inquietantes, manteniendo el interior de la casa casi sin ningún objeto.
Berúthiel vestía ropa oscura y tenebrosa ya que "odiaba todas las confecciones, todos los colores y adornos elaborados", además sentía una aversión hacia los gatos, pero los atraía por esa misma razón. Éstos, atraídos por ella, le siguieron, usándolos para espiar a los hombres de Gondor. Tenía en total diez gatos, nueve negros y uno blanco, les hablaba, les leía la mente, los esclavizaba, torturaba y atormentaba a su antojo. Por estos hechos, el rey Tarannon borró su nombre del Libro de los Reyes y exilió a Berúthiel, enviándola en un barco a la deriva junto con sus gatos.

«Fue vista por última vez pasando por Umbar con un gato en el tope y otro como mascarón de proa»
Cuentos Inconclusos de Númenor y la Tierra Media, J. R. R. Tolkien

A pesar de que su nombre fue borrado de los registros de Gondor, Berúthiel y sus gatos eran tan notorios que su historia pasó de generación en generación durante siglos, ya que Aragorn se refirió a ella más de 2000 años después de su muerte.

«Estoy seguro de que en una noche cerrada encontraría el camino de vuelta a casa más fácilmente que los gatos de la Reina Berúthiel.»
Aragorn en «Un viaje en la oscuridad», en El Señor de los Anillos de J. R. R. Tolkien